# Laguna Pukaki

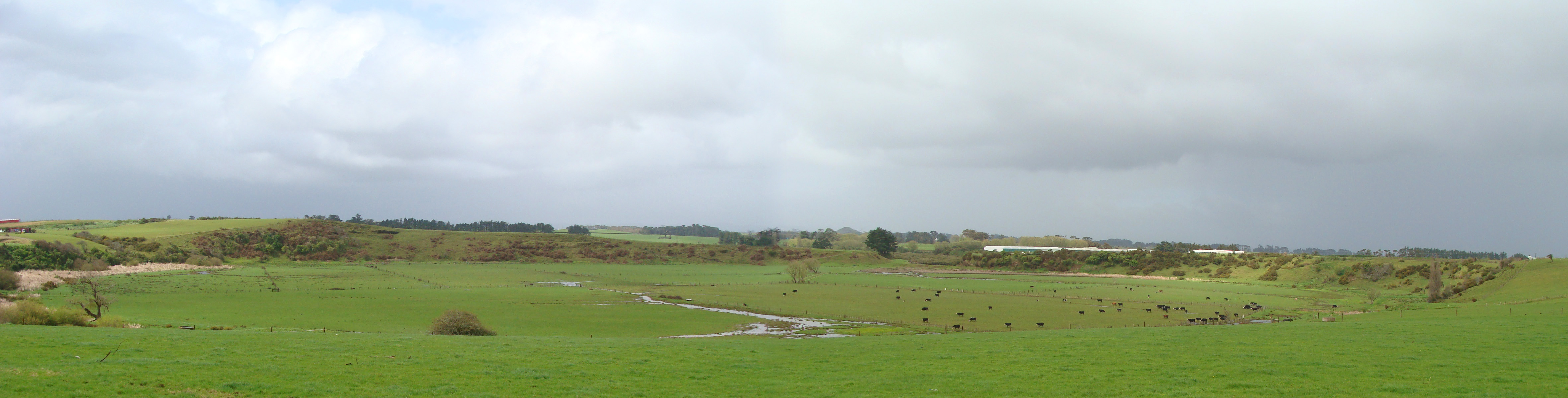
Cráter Pukaki.

La Laguna Pukaki, se encuentra ubicada en el suburbio de Māngere, Nueva Zelanda, y es uno de los volcanes en el campo volcánico de Auckland . La laguna, junto con Māngere Lagoon, Waitomokia, Crater Hill, Kohuora y Robertson Hill, es una de las zonas volcánicas denominadas colectivamente como "Nga Tapuwae a Mataoho" ("Las huellas sagradas de Mataoho"). Esto es en referencia a una deidad en los mitos maoríes de Tāmaki, en los que se dice que participó en su creación.
Laguna Pukaki posee unos 600 metros de ancho en el Cráter de explosión, con un anillo de toba circular. Después de una erupción hace alrededor de unos 65.000 años, dicho cráter se llenó de agua dulce y se convirtió en un lago. Fue llenada por el mar cuando el nivel de este subió tras el final de la última edad de hielo hace unos 8.000 años y se convirtió en una laguna de marea . Esto fue hecho presa y drenado para ser utilizado como pista de carreras desde 1929 hasta la década de 1930 (Henning's Speedway). Y ahora es tierra de cultivo.